# Красное (озеро, Черниговская область)
Красное или Красная Тоня (укр. Красне, Красна Тоня) — озеро (старица), расположенное на территории Новгород-Северского района (Черниговская область). Площадь — 0,6 км². Тип общей минерализации — пресное. Происхождение — речное (пойменное). Группа гидрологического режима — сточное.

## География
Длина — 2. Ширина — 0,3 км. Глубина наибольшая — 6 м, средняя — 4,5 м. Озеро используется для отдыха, рыболовства. Озеро образовалось вследствие русловых процессов (изменения меандрированного русла) реки Десна.
Расположено на левом берегу основного русла реки Десны — восточнее села Дегтярёвка — на пойменном острове, образованном руслом и рукавом реки Десна, где кроме Красного расположено множество меньших озёр (Подкова, Ореховое).
Озерная котловина имеет вытянутую узкую извилистую форму (с С-образными поворотами). Северные берега низкие, укрыты луговой растительностью, южные — возвышенные, поросшие ивой.
В водоёме (в том числе вдоль берегов) распространены прибрежная и водная растительности (тростник обыкновенный, манник большой, стрелолист, болотноцветник щитолистный, кубышка жёлтая, роголистник погружённый).
Питание преимущественно за счёт водообмена с Десной, с которой сообщается протокой. Температура воды летом +18,5 °С на глубине 0,5 м до +9–10,5 °С на глубине 4–4,5 м. Дно устлано илистыми и песчано-илистыми донными отложениями. Прозрачность воды — 1 м. Зимой замерзает.

## Природа
Водятся карась, плотва. Прибрежная зона служит местом гнездования камышовки, кулика, крачек.